# Гожкув (гміна)
Гміна Гожкув (пол. Gmina Gorzków) — сільська гміна у східній Польщі. Належить до Красноставського повіту Люблінського воєводства.
Станом на 31 грудня 2011 у гміні проживало 3763 особи.

## Площа
Згідно з даними за 2007 рік площа гміни становила 96.19 км², у тому числі:
- орні землі: 85.00%
- ліси: 10.00%

Таким чином, площа гміни становить 8.45% площі повіту.

## Населення
Станом на 31 грудня 2011:
| Опис     | Загалом | Загалом | Чоловіки | Чоловіки | Жінки | Жінки |
| -------- | ------- | ------- | -------- | -------- | ----- | ----- |
| одиниця  | осіб    | %       | осіб     | %        | осіб  | %     |
| все      | 3763    | 100     | 1754     | 46.61    | 2009  | 53.39 |
| міське   | 0       | 100     | 0        |          | 0     |       |
| сільське | 3763    | 100     | 1754     | 46.61    | 2009  | 53.39 |

## Сусідні гміни
Гміна Гожкув межує з такими гмінами: Ізбиця, Красностав, Лопенник-Гурни, Рудник, Рибчевіце, Жулкевка.